# Райхенбах-им-Кандерталь
Райхенбах-им-Кандерталь (нем. Reichenbach im Kandertal) — коммуна в Швейцарии, в кантоне Берн. 
Входит в состав округа Фрутиген. Население составляет 3340 человек (на 31 декабря 2006 года). Официальный код — 0567.